# Lukas Björkman
Lukas Björkman, född den 15 november 1979, är en svensk journalist och redaktör. Han är sedan våren 2011 chefredaktör på Kamratposten. Som redaktör har Björkman även stått bakom fem böcker för barn och unga, Flams, Svar på Allt, Stora boken om Kropp & Knopp, Stora Flams-boken och Hela årets Pyssel & Recept. 2010–2011 var han redaktionschef på kändistidningen Se&Hör.
2012 vann Björkman Bonniers tidskriftspris och 2013 tog han emot Sveriges tidskrifters stora pris för Kamratpostens räkning. Han har även tagit emot priserna Den gyllene haldan, Psynkpriset, och Bild och Ord Akademins Lidmanpriset för tidningens räkning.